# Премьеры сезона (фестиваль)
Музыкальные премьеры сезона— международный фестиваль основанный Министерством культуры Украины и Киевской организацией Национального союза композиторов Украины 1 декабря 1988 г.
С 1989 года ежегодно проводится в Киеве в конце марта — начале апреля.
В 2015 году 24 мая — 1 июня.
На фестивале традиционно представлена симфоническая, камерная, хоровая, оперная музыка в исполнении лучших украинских и зарубежных коллективов и солистов, широко известных в мире.
Фестиваль является членом одной из известнейших мировых ассоциаций музыкальных и театральных фестивалей — International Society for Performing Arts (ISPA). Программу фестиваля составляют преимущественно премьеры произведений украинских композиторов.
Концерты фестиваля проводятся в Колонном зале Национальной филармонии Украины, Большом и Малом зале НМАУ, Доме органной музыки, Доме ученых, других залах.
Концерты начинаются в 12:00, 16:00 и 19:00.
Инициатор и музыкальный директор фестиваля — украинский композитор Игорь Щербаков.

## 2010
5 — 10 апреля 2010 в Киеве состоялся ХХ Юбилейный Международный фестиваль Киевской организации
Национального союза композиторов Украины «Музыкальные премьеры сезона — 2010».

## 2015
24 мая — 1 июня 2015 в Киеве состоялся XXV Международный фестиваль Киевской организации Национального Союза композиторов Украины «Музыкальные премьеры сезона — 2015».
Фестиваль посвящён празднику столицы Украины «День Киева».

## Публикации
В рамках фестиваля также проходят: научные конференции; мастер-классы композиторов и исполнителей; презентации новых печатных изданий, компакт-дисков, видео и аудио записей новых произведений; творческие встречи с выдающимися деятелями искусства.